# 小泉氏 (安芸国)
小泉氏（こいずみし、こいずみうじ）は、日本の氏族のひとつ。鎌倉幕府の功臣・土肥実平の後裔（こうえい）、安芸国上野（こうずけ）城を本拠地とした小早川氏の庶流一族である。

## 出自
桓武平氏平良文の流れをくむ相模国土肥郷を発祥とする土肥氏の一族で、土肥実平の子・遠平が安芸国沼田荘（広島県三原市）地頭職に補任され、養子・景平がこれを継ぎ小早川氏を称した。その後裔、沼田小早川氏・小早川宣平の五男・氏平が小泉村に分知され本拠とし、地名を取って小泉氏を称したことに始まる。

## 南北朝時代
南北朝時代の康永元年・興国3年（1342年）、北朝勢として南朝方の伊予国世田山城攻略戦に参戦。これに乗じて生口氏など他の小早川氏庶家と共に、瀬戸内海の弓削島、因島、生口島などに進出。島の権益を狙い、乱入・年貢の横領などを繰り返した。領主の東寺から訴えられるなどするが、康暦元年には第2代・小泉宗平が伊予国尾智大嶋の地頭職を得ている。その子・興平の頃になると小早川水軍の主力として武装商船団で明や朝鮮との貿易に活躍し小早川氏の勢力拡大に貢献した。

## 戦国時代
小早川隆景の時代にも小泉小五郎、小泉与一郎などの名が見え、
天正年間の座配書立にも常に上座最上位から四番以内に小泉殿の名が記されていることから、小早川家臣団の中で重きをなしたものと考えられる。

## 略系図
```
土肥実平

 　┃
　
遠平

 　┠────┐
　
維平
 　
小早川景平
(実父：
平賀義信
)
 　　　　　　┃
　　　　　　
茂平
　
 　　　　　　┃
　　　　　　
雅平

 　　　　　　┃
　　　　　　
朝平

 　　　　　　┃
　　　　　　
宣平

       ┏━━┻━┓　　　　　
 
小早川貞平
  
小泉氏平
　　
                 ┃
                 
宗平
　　　   
                 ┃　　　　　　　　　　　　　　　　  　　　　　　　　　 
                 
興平
```

## 関連史料
- 『大日本古文書 家わけ第十一 小早川家文書』 東京大学史料編纂所